# NEW EDITION II 〜MAXIMUM HITS〜
『NEW EDITION Ⅱ 〜MAXIMUM HITS〜』（ニュー・エディション・ツー 〜マキシマム・ヒッツ〜）は、日本の女性ダンス・ボーカルグループMAXの4枚目のリミックスアルバムである。

## 概要
- CD+Blu-ray・CD+DVD・CDの3形態で発売。共にジャケットが異なる。
- 出産と育児で8年ほど休業していたオリジナルメンバーのReina復帰後初のアルバムである。
- 2008年にリリースしたアルバム「NEW EDITION 〜MAXIMUM HITS〜」の続編となる形で発売。
- CDには直近シングルとして2019年6月26日に発売された36thシングル「パルテノン」の収録曲2曲と新曲1曲に加え、歴代ヒット曲をアレンジしたニューミックス曲を9曲収録している。
- DVDには36thシングル「パルテノン」の収録曲のミュージックビデオと2019年2月11日に品川インターシティホールで開催された「MAX LIVE CONTACT 2019 ～HIT THE SPOT～」を完全収録されている。

## 収録曲

### CD
1. Dracula ～ドラキュラ～
36thシングルのカップリング曲。
2. JAPAN JAPAN JAPAN [3:37]
作詞：shungo. / 作曲：Mauro Farina、Giuliano Crivellente / 編曲：KAZ
新曲。Alphatown「JAPAN JAPAN」のカバー。
振付はDA PUMPのTOMOが担当しており、サビには彼らのヒット曲「U.S.A.」の「いいねダンス」を彷彿とさせる「Jダンス」（いいねダンスの右手人差し指を伸ばし、親指と合わせて「J」の字を作る）と呼ぶ振付がなされている。
3. パルテノン
36thシングル。
4. TORA TORA TORA (2019 Mix)
3rdシングル。
5. Tacata' (2019 Mix)
33rdシングル。
6. Give me a Shake (2019 Mix)
6thシングル。
7. 銀河の誓い (2019 Mix)
14thシングル。
8. Seventies (2019 Mix)
4thシングル。
9. GET MY LOVE! (2019 Mix)
5thシングル。
10. Love is Dreaming (2019 Mix)
7thシングル。
11. 一緒に･･･ (2019 Mix)
15thシングル。
12. Ride on time (2019 Mix)
10thシングル。

### 映像
1. Dracula ～ドラキュラ～ (Music Video)
2. パルテノン (Music Video)
3. Dracula ～ドラキュラ～ (Making)
4. MAX LIVE CONTACT 2019 ～HIT THE SPOT～ @品川インターシティホール
  1. TORA TORA TORA
  2. STRANGER IN THE NIGHT
  3. Seventies
  4. EXTASY
  5. GET MY LOVE!
  6. SUMMER TIME
  7. BECAUSE I NEED YOU
  8. CAT'S EYE
  9. 残酷な天使のテーゼ
  10. タッチ
  11. 一緒に・・・
  12. Grace of my heart
  13. Give me a Shake
  14. Medley(#SELFIE ～ONNA Now～〜LOVE SCREW〜always love〜Never gonna stop it〜銀河の誓い〜Perfect Love〜 Mi Mi Mi)
2019年8月2日、収録の映像内使用楽曲の一部が権利処理上の都合により、初回生産分の出荷をもって生産及び出荷を終了となることになり、対象2形態に収録の該当メドレー楽曲内の一部映像を削除した新品番商品にて出荷を再開する形となる。「#SELFIE ～ONNA Now～」を除外した収録内容となり、新品番商品にて出荷を再開することになった。
  15. どんなときも。
  16. Ride on time
  17. Tacata'(ENCORE)
  18. Dracula ～ドラキュラ～(ENCORE)
  19. So tight(ENCORE)
  20. LOVE LOVE FIRE(ENCORE)